# Giuseppe Reina (calciatore)
Giuseppe Reina (Unna, 15 aprile 1972) è un ex calciatore tedesco, di ruolo attaccante.

## Palmarès
- Campionato tedesco di seconda divisione: 1

Arminia Bielefeld: 1998-1999
- Campionato tedesco: 1

Borussia Dortmund: 2001-2002